# Йоасаф (Лисянський)
Єпископ Йоасаф (Іван Лисянський; 29 серпня 1715, Псков  — †1 травня 1769, Архангельськ) — російський релігійний діяч українського походження. Єпископ Російської православної церкви (безпатріаршої), єпископ Архангелогородський і Холмогорський РПЦ. Християнський проповідник у фіно-угорських країнах півночі Європи.

## Життєпис
Був сином українського священика, навчався у Псковській духовній семінарії. 1737 р. прийняв чернечий постриг у Сето-Печорському монастирі (Естонія).
З 1755 р. - архімандрит Псковського Спасо-Мірозького монастиря.
2 грудня 1761 р. хіротонізований на єпископа Архангелогородського і Холмогорського безпатріаршої РПЦ. В єпархію приїхав у березні 1762 р. Саме Йоасаф переніс катедру єпископа з Холмогорів до Архангельська, жив спочатку в Архангельському монастирі, а потім у збудованому ним архієрейському будинку. У колишній архієрейській резиденції - Холмогорському Спасо-Новоприлуцькому монастирі - розмістив духовну семінарію.
Під час погрому Російської православної церкви (так звана «секуляризація») з боку імператриці Катерини II, єпископу Йоасафові вдалося зберегти 10 з 24 монастирів, що є найвищим показником в усій імперії.
Помер 1 травня 1769 р. Похований у Холмогорському Преображенському соборі. На поховання не прибув жоден архієрей, оскільки єпархія перебувала у значній віддаленості від інших єпархіальних центрів.